# 拉维尼娅·贾诺尼
拉维尼娅·贾诺尼（義大利語：Lavinia Gianoni，1911年1月31日—2005年），生于帕维亚，意大利前女子竞技体操运动员。她曾代表意大利获得1928年夏季奥运会体操比赛女子团体全能银牌。